# Rietinsaari
Rietinsaari är en ö i Finland. Den ligger i sjön Lammunjärvi och i kommunen Heinävesi i den ekonomiska regionen  Nyslotts ekonomiska region  och landskapet Södra Savolax, i den sydöstra delen av landet, 300 km nordost om huvudstaden Helsingfors. Öns area är 3,3 hektar och dess största längd är 280 meter i nord-sydlig riktning.